# Mikhail Kaufman
Mikhail Abramovich Kaufman (4 de setembro de 1897 — 4 de março de 1980; em cirílico: Михаил Абрамович Кауфман) foi um diretor de fotografia e fotógrafo russo, irmão do meio dos cineastas Dziga Vertov (Denis Kaufman) e Boris Kaufman.